# Neaera tenuiforceps
Neaera tenuiforceps là một loài ruồi trong họ Tachinidae.